# Pietro Bianchi (critico cinematografico)
Pietro Bianchi (Roccabianca, 24 giugno 1909 – Baiso, 2 settembre 1976) è stato un critico cinematografico, critico letterario e giornalista italiano.

## Biografia
Figlio di un fornaio, studia al convitto nazionale Maria Luigia di Parma, l'antico collegio dei nobili che offriva vitto e alloggio ai ragazzi non abbienti. Qui conosce Cesare Zavattini, arrivato da Luzzara per fare l'istitutore nel collegio. Zavattini scrive sulla Gazzetta di Parma. Sullo stesso quotidiano Bianchi, quando è ancora studente, firma nel 1928 il suo primo pezzo come critico cinematografico, un anno prima di Filippo Sacchi che diventerà il decano del settore. Si tratta della recensione del film Il Circo di Charlie Chaplin. Studia all'Università di Bologna, dove è allievo di Roberto Longhi, insieme ad Attilio Bertolucci, Giorgio Bassani e Antonio Rinaldi. Dopo la laurea, conseguita nel 1940, diventa un insegnante di storia e filosofia; comunque non lascia il giornalismo continuando a collaborare con il quotidiano della sua città.
Nel 1943 si sposa con Carla Bonadei Casolari, nel 1946 si trasferisce a Milano dove inizia a scrivere per alcune importanti testate giornalistiche (Oggi, Il Tempo di Milano, il Corriere d'Informazione). Come critico cinematografico tiene una rubrica sul Candido di Giovannino Guareschi firmandosi "Volpone", lo stesso pseudonimo usato in precedenza sul Bertoldo.
Tra il 1949 e il 1955 è caporedattore della prestigiosa Illustrazione Italiana.

Dal 1957 al 1963 dirige Settimo Giorno; collabora inoltre alla fondazione del quotidiano milanese Il Giorno di cui diventa critico cinematografico e responsabile della pagina degli Spettacoli. In seguito collabora alle pagine culturali sino al 1975.
Muore all'età di 67 anni nel 1976 a Baiso, provincia di Reggio Emilia.

## Opere
- La poesia di Attilio Bertolucci, Parma, Fresching, 1931
- Henry-George Clouzot, Parma, Guanda, 1951
- L'occhio del cinema, Milano, Garzanti, 1957
- Le signorine di Avignone, Ferro Editore, 1967
- La Bertini e le dive del cinema muto, Torino, UTET, 1969
- Taccuino 1962-1964, Milano, IPL, 1970
- Radiografia di Milano, Milano, IPL, 1970
- All'ombra di Sainte-Beuve, Milano, IPL, 1971
- Maestri del cinema, Milano, Garzanti, 1972
- Trilogia germanica per il Ludwig di Visconti, Cappelli, Bologna, 1978
- L'occhio di vetro. Il cinema degli anni 1940-1943, prefazione di Oreste Del Buono, Milano, Il Formichiere, 1978
- L'occhio di vetro. Il cinema degli anni 1945-1950, prefazione di Oreste Del Buono, Milano, Il Formichiere, 1979
- Il portoghese discreto, Artegrafica Silva, Parma, 1985